# Giugliano in Campania
Giugliano in Campania község (comune) Olaszország Campania régiójában, Nápoly megyében.

## Fekvése
Nápolytól északnyugatra, a Campi Flegrei vidékén, Pozzuoli szomszédságában fekszik. Határai: Aversa, Casapesenna, Castel Volturno, Lusciano, Melito di Napoli, Mugnano di Napoli, Parete, Pozzuoli, Qualiano, Quarto, San Cipriano d’Aversa, Sant’Antimo, Trentola-Ducenta, Villa Literno és Villaricca.

## Története
A települést i. e. 5 században alapították az oszkok. A római fennhatóság idején Leirianum illetve Lilianum név alatt volt ismert, a környéken virágzó liliomok után. 1207-ben a cumae lakosai telepedtek meg itt, miután városukat a nápolyiak elpusztították. A középkor során feudális birtok volt és csak Joachim Murat uralkodása alatt vált önálló településsé.

## Népessége
A népesség számának alakulása:

## Főbb látnivalói
Főbb látnivalói: Foro di Liternum (i. e. 194-ben alapított római kolónia romjai), Borgo di Casacelle (középkori erődítmény), Santa Maria delle Grazie ferences kolostor (1615-ben épült), Palazzo Pinelli Duchi di Acerenza (16. században épült palota a település urai számára).